# TAP-Air-Portugal-Flug 1492
Der TAP-Air-Portugal-Flug 1492 (Flugnummer IATA: TP1492, ICAO: TAP1492, Funkrufzeichen: AIR PORTUGAL 1492) ist ein planmäßiger interkontinentaler Flug der TAP von Lissabon nach Conakry. Am 2. September 2022 wurde er mit einem Airbus A320-251 (CS-TVI) durchgeführt. Während der Landung kollidierte die Maschine auf der Landebahn mit einem Motorrad. Bei dem Unfall starben die zwei Personen auf dem Motorrad.

## Maschine
Bei dem verunglückten Flugzeug handelte es sich um einen Airbus A320-251N, der zum Zeitpunkt des Unfalls ein Jahr und sechs Monate alt war. Es handelte sich um den 10338. Airbus A320 aus laufender Produktion. Die Maschine verfügte über 174 Sitzplätze für Passagiere. Sie wurde im Werk von Airbus in Toulouse, Frankreich endmontiert und absolvierte ihren Erstflug mit dem Testkennzeichen F-WWDN am 15. März 2021, ehe sie am 17. April 2021 mit dem Luftfahrzeugkennzeichen CS-TVI auf die TAP Air Portugal zugelassen und dem Taufnamen Sophia de Mello Breyner in Betrieb genommen wurde. Das zweistrahlige Schmalrumpfflugzeug war mit zwei Mantelstromtriebwerken des Typs CFMI LEAP-1A26 ausgerüstet.

## Besatzung und Passagiere
Den Interkontinentalflug von Lissabon nach Conakry hatten 73 Passagiere angetreten. Es befand sich eine sechsköpfige Besatzung an Bord, bestehend aus einem Flugkapitän, einem Ersten Offizier und vier Flugbegleitern. Auf dem Flug übte der Flugkapitän die Rolle des Pilot flying aus, der Erste Offizier war der Pilot Monitoring.

## Unfallhergang
Während des Endanfluges auf den Flughafen Conakry und als die Maschine bereits für die Landung entsprechend der anzufliegenden Landebahn 24 ausgerichtet war, bemerkten beide Piloten ein bewegungsloses, schwaches Licht, das sich auf oder neben der Landebahn befand. Während die Piloten den Anflug weiter fortsetzten, unterhielten sie sich darüber, worum es sich bei dem Licht handeln könnte und vermuteten die Beleuchtung einer Seitenausfahrt der Landebahn. Als der Airbus um 23:40 Uhr Ortszeit auf der Landebahn aufsetzte, konnten die Piloten im Scheinwerferlicht erkennen, wie ein Motorrad von der Mitte der Landebahn in Richtung des Landebahnrandes fuhr und sich dabei einem Winkel von etwa 45 Grad zur Landebahn fortbewegte. Der Erste Offizier versuchte noch, durch Steuereingaben am Seitenruder die drohende Kollision abzuwenden, die Maschine prallte jedoch mit dem rechten Triebwerk mit dem Motorrad zusammen. Die auf dem Motorrad befindlichen zwei Personen wurden dabei getötet und die Triebwerksgondel des Airbus schwer beschädigt. Unter den Insassen des Airbus gab es keine Verletzten.

## Unfalluntersuchung
Die Unfalluntersuchung ergab, dass es sich bei dem Fahrer des Motorrads um den Mitarbeiter eines Wachdienstes gehandelt hatte, dessen Aufgabe es war, das Flughafengelände zu überwachen.

## Nach dem Unfall
Aufgrund der schweren Beschädigungen musste der Rückflug TP1493 der Maschine nach Lissabon abgesagt werden. Die Maschine verblieb vom 2. September bis zum 5. Dezember 2022 für Reparaturarbeiten am Flughafen Conakry. Am 15. September 2022 wurde sie wieder in Betrieb genommen.